# Gino Paoli
Gino Paoli (Monfalcone, 23. rujna 1934.), talijanski kantautor. Autor je nekoliko klasika talijanske glazbe, poput "Il cielo in una stanza", "Che cosa c'è", "Senza fine" i "Sapore di sale".

## Životopis
Rođen je u Monfalconeu, ali se sa samo nekoliko mjeseci s obitelji seli u Genovu. Tijekom 1960-ih i 1970-ih, uz 
Luigija Tenca, Sergija Endriga i Fabrizija De Andréa, jedan je od istaknutijih kantautora genoveške škole (tal. Scuola genovese). Paoli je veliki utjecaj imao na stvaralaštvo hrvatskog glazbenika Arsena Dedića s kojim je bio prijatelj.
Svoj debitantski album, jednostavno nazvan, "Gino Paoli" izdao je 1961. godine. Tijekom karijere izdao je više od 40 albuma. Autor je brojnih pjesama koje su izveli drugi izvođači. Na početku karijere posebice je surađivao s Minom i Ornellom Vanoni, a kasnije je pisao i za Claudija Villu, Luigija Tenca, Giannija Morandija, Patty Pravo, i mnoge druge. 
Bavio se i politikom, 1987. postaje zastupnik u talijanskom Zastupničkom domu ispred Komunističke partije. Politiku napušta 1992. godine nakon čega se posvećuje glazbi.
Iz veze s glumicom Stefanijom Sandrelli dobio je kćer Amandu koja je također glumica. Dvaput je bio u braku, iz prvog braka ima jednog, a iz drugog dvojicu sinova.

## Vanjske poveznice
- Službene stranice